# Tatort: Schneetreiben
Schneetreiben ist ein Fernsehfilm aus der Krimireihe Tatort. Der vom Bayerischen Rundfunk produzierte Beitrag wurde am 18. Dezember 2005 im Ersten Programm der ARD erstgesendet. Das Münchner Ermittlerduo Batic und Leitmayr ermittelt seinen 42. Fall.

## Handlung
Nachts auf einem Waldweg kriecht im Schneetreiben eine fast nackte junge Frau vor einer Geländelimousine. Ein Fahrer steigt aus und stößt mit dem Fuß die Frau an den Wegrand und wartet anschließend im Auto, bis sie in der Kälte reglos liegenbleibt. Sie kann zuvor aber noch den Scheinwerfer des Autos beschädigen.
Am nächsten Morgen findet ein Förster den Leichnam der jungen Frau. Die Kommissare Batic und Leitmayr haben kaum Hinweise, lediglich die Scherbe des Scheinwerfers lässt Hinweise erhoffen. Eine Studienkollegin der Ermordeten identifiziert sie als Stefanie Thaller. Sie habe in einer Diskothek nahe dem Fundort am nördlichen Stadtrand Münchens gearbeitet. Im Zimmer der Studentin sind auf dem Anrufbeantworter die Anrufe des Vaters von Stefanie und eines Kris, der sie um Verzeihung bittet. Die Kommissare erfahren, dass Kris der Betreiber der Diskothek ist. Er wollte mit Stefanie eine Beziehung, sie aber war dagegen. Deshalb kam es zu einem Streit und Stefanie verließ daraufhin fluchtartig die Diskothek in dieser Nacht.
In der Zwischenzeit informieren die Kommissare den Vater der Ermordeten, einen fliegenden Händler, von dem Vorfall. Er ist schockiert und will mit dem Täter sprechen. In der Folge beobachtet er die Tätigkeiten der Polizei und bedrängt die jeweiligen Tatverdächtigen. Bei einem Ortstermin am Tatort beobachtet Leitmayr einen Porsche Cayenne in der Nähe. Er kann einen Teil des Kennzeichens erkennen. Da die gefundene Scherbe auch von einem Porsche Cayenne stammt, untersucht die Polizei alle Wagen dieses Typs mit dem bekannten Nummerndetail. Alle Besitzer können ein sicheres Alibi vorweisen, nur der augenscheinlich vermögende Jung-Spekulant Oliver Hufland hat zunächst nur das Alibi seiner Freundin.
Bei Hufland wohnt sein Freund Jasper Bruckner. Beide waren bis vor kurzem aufstrebende Unternehmensberater, aber da sie Insidergeschäfte betrieben hatten, wurden beide entlassen. Das entscheidende Indiz für die Bankenaufsicht war dabei der E-Mail-Verkehr von Bruckner, den dieser entgegen den Anweisungen Huflands nicht gelöscht hatte. Nachdem es den Kommissaren gelungen war, Huflands Freundin zu verunsichern, ändert sie ihre Angaben zu Huflands Alibi, da sie an jenem Abend eingeschlafen war und deshalb nicht sicher bestätigen kann, ob ihr Freund ununterbrochen im Haus gewesen ist. Bei der Vernehmung gesteht Bruckner, dass vor allem Hufland das Mädchen aus Frust, wegen der drohenden Gefängnisstrafe gegen sie, misshandelte und im Schnee liegen ließ und er leider mitgemacht habe. Dabei muss er erkennen, dass Hufland den ganzen Vorfall inszeniert hatte, um Bruckner als Rache für ihren beruflichen Abstieg einen Mord anzuhängen.
Beim Show-Down im nächtlichen Wald fährt Thaller, der Vater des ermordeten Mädchens, hinter den beiden Tätern her, die „dank“ ihres Anwalts auf freiem Fuß bleiben konnten. Als Bruckner im Streit aussteigt, versucht Thaller ihn anzusprechen, wobei er flieht und in die Isar fällt. Die Kommissare können Bruckner noch retten und verhaften ihn und Hufland, während Thaller allein im schneebedeckten Wald zurückbleibt.
In einer Nebenhandlung wird Menzinger von einer Punkerin fälschlicherweise beschuldigt, sie geschlagen zu haben. Er wird von der internen Fahndung kräftig in die Zange genommen und leidet sehr darunter, während Batic und Leitmayr von ihm Recherchen für ihren Fall einfordern. Menzinger besucht – gegen alle Regeln – das Mädchen zuhause und bittet sie, die Wahrheit zu sagen. Sie kommt dann tatsächlich zur Polizei und tut dies.

## Rezeption

### Kritiken
„Nicht einfach nur cool, nicht kühl, sondern frostig - ein Krimi, dessen Kälte schmerzt. […] Eine morbide Geschichte […] in beeindruckende, angsterzeugende Bilder gefaßt […]. Da treffen sich Menschen, aber sie begegnen sich nicht; sie reden - aber nicht miteinander.“

### Einschaltquoten
Die Erstausstrahlung von Schneetreiben am 18. Dezember 2005 wurde in Deutschland von 9,06 Millionen Zuschauern gesehen und erreichte einen Marktanteil von 24,3 % für Das Erste.

### Auszeichnungen
Komponist Fabian Römer wurde mit dem Deutschen Fernsehpreis 2006 in der Kategorie beste Musik für „Tatort: Schneetreiben“ ausgezeichnet.
Michael Brandner wurde für den Bayerischen Fernsehpreis 2006 als bester Schauspieler nominiert.
Kameramann Thomas Hardmeier wurde für den Deutschen Kamerapreis, Kategorie bester Fernsehfilm, nominiert.